# اورانوس
اورانوس هفتمین سیاره از نظر نزدیکی به خورشید و سومین سیاره از نظر اندازه و چهارمین سیاره از نظر جرم در سامانه خورشیدی است. اورانوس هر ۸۴ سال و ۷ روز یکبار به دور خورشید می‌گردد. همچنین هر ۱۷ ساعت و ۱۴ دقیقه یک دور به دور خودش می‌چرخد. اورانوس دارای بیش از ۲۷ قمر است که میراندا، آریل، آمبریل، تیتانیا و اوبرون از شناخته‌شده‌ترین آن‌ها هستند. این سیاره را ویلیام هرشل در سال ۱۷۸۱ میلادی کشف کرد.
اورانوس یکی از سیارات هشت‌گانهٔ منظومهٔ خورشیدی که از لحاظ بُعد فاصله‌اش نسبت به خورشید در ردیف هفتم پس از کیوان (زحل) قرار گرفته است. فاصلهٔ متوسط این سیاره تا خورشید ۲٬۸۶۹٬۶۰۰٬۰۰۰ کیلومتر و ۱۴٫۵ بار از کرهٔ زمین بزرگ‌تر است. اورانوس ۲۷ ماه طبیعی دارد. این سیاره با چشم غیرمسلح دیده نمی‌شود. محور حرکت وضعی این سیاره کاملاً با مدار حرکت انتقالی‌اش منطبق است. سفرهای اکتشافی به این سیاره کمتر از ده مأموریت بوده که شاخص‌ترینش مأموریت وویجر ۲ بود که این فضاپیما در ژانویهٔ ۱۹۸۶ به آن رسید.

## تاریخچه

### افسانه‌شناسی

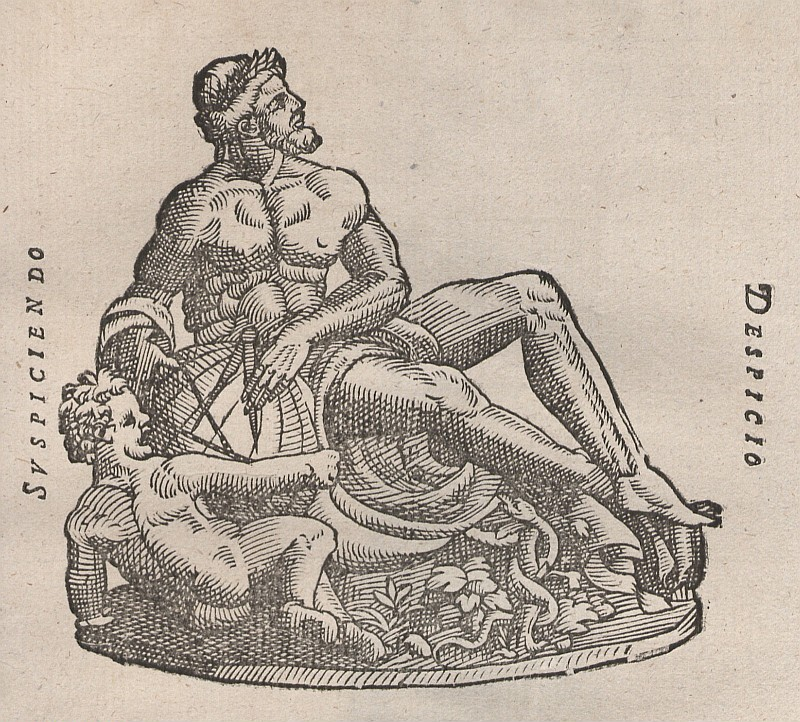
اورانوس کشیده شده توسط تیکو براهه

اورانوس نام یکی از اسطوره‌های یونانی است که تجسم آسمان (و بهشت) محسوب شده و پدربزرگ زئوس و پدر کرونوس می‌باشد. وی با گایا (تجسم زمین و مادر اورانوس) همبستر شد و فرزندان متعددی از وی به دنیا آورد گایا که از این موضوع خسته شده‌بود از کرونوس (یکی از فرزندان) کمک خواست و وی آلت تناسلی اورانوس را با داس برید و به دریا افکند بنابر افسانه‌ای که بین تاریخ‌شناسان مورد اختلاف است آفرودیته الهه عشق از عطری (یا خون) به وجود آمده است که هنگام افکنده شدن آلت تناسلی اورانوس به دریا، بلند شد.

### کشف
این سیاره قبل از کشف به‌صورت یک ستاره در کاتالوگ جان فلاستمد در سال ۱۶۹۰ به عنوان ستاره «۳۴ ثور» ثبت شده بود. اخترشناس فرانسوی پیر لمونیر این سیاره را بین ۱۷۵۰ تا ۱۷۶۹ دوازده بار (با در نظر گرفتن ۴ شب متوالی) رصد کرده بود.
ولی توسط ویلیام هرشل و در خانه‌اش (اکنون موزه اخترشناسی) در شهر بث، سامرست و در ۱۳ مارس ۱۷۸۱ رصد شد، و در ۲۶ آوریل ۱۷۸۱ به‌عنوان دنباله‌دار گزارش شد. هرشل آن را به عنوان جرمی که در برابر ستارگان اختلاف منظر دارد گزارش داد، او این‌گونه در ژورنال نگاشت: «در نزدیکی زتا ثور … یا یک سحابی است یا یک دنباله‌دار». در ۱۷ مارس نگاشت: «به دنبال سحابی یا دنباله‌دار به این نتیجه رسیدم که دنباله‌دار است زیرا جایش را تغییر می‌دهد». و حتی هنگامی که این جرم را به عنوان کشف به انجمن سلطنتی گزارش می‌داد باز بر این باور بود که دنباله‌دار است و این عقیده را داشت تا زمانی که به‌طور مطلق اثبات شد که اورانوس یک سیاره است.

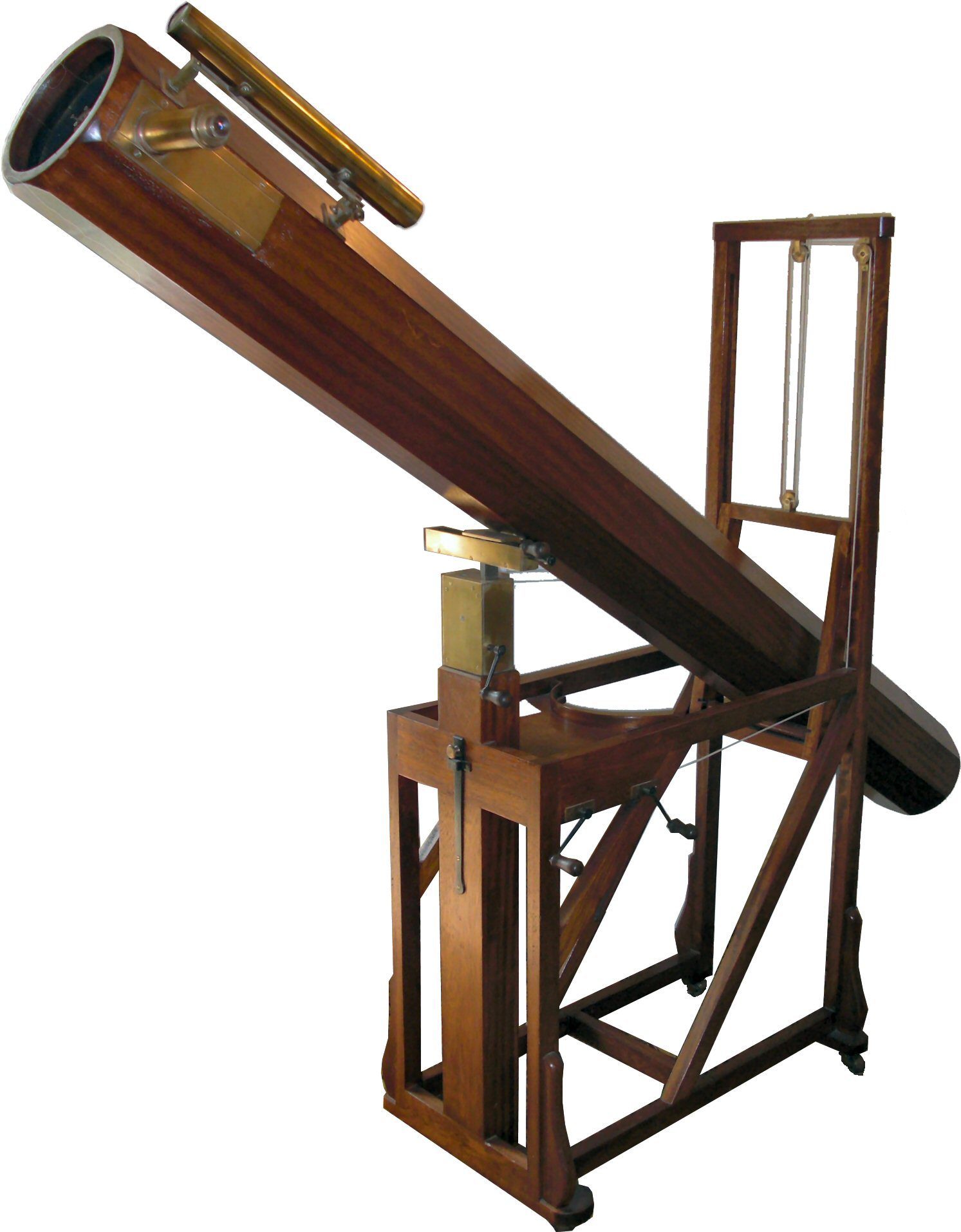
تلسکوپی که ویلیام هرشل با آن اورانوس را کشف کرد در موزه ویلیام هرشل، بث

هرشل در ۲۳ آوریل به ستاره‌شناس سلطنتی نویل ماسکلین نگاشت: «من نمی‌دانم چه باید صدایش کرد. شاید بتوان آن را سیاره نامید.».
توسط ویلیام هرشل و در ۱۳ مارس ۱۷۸۱ به عنوان دنباله‌دار کشف شد و نام آن توسط جان بوده پیشنهاد گردید

### وجه تسمیه

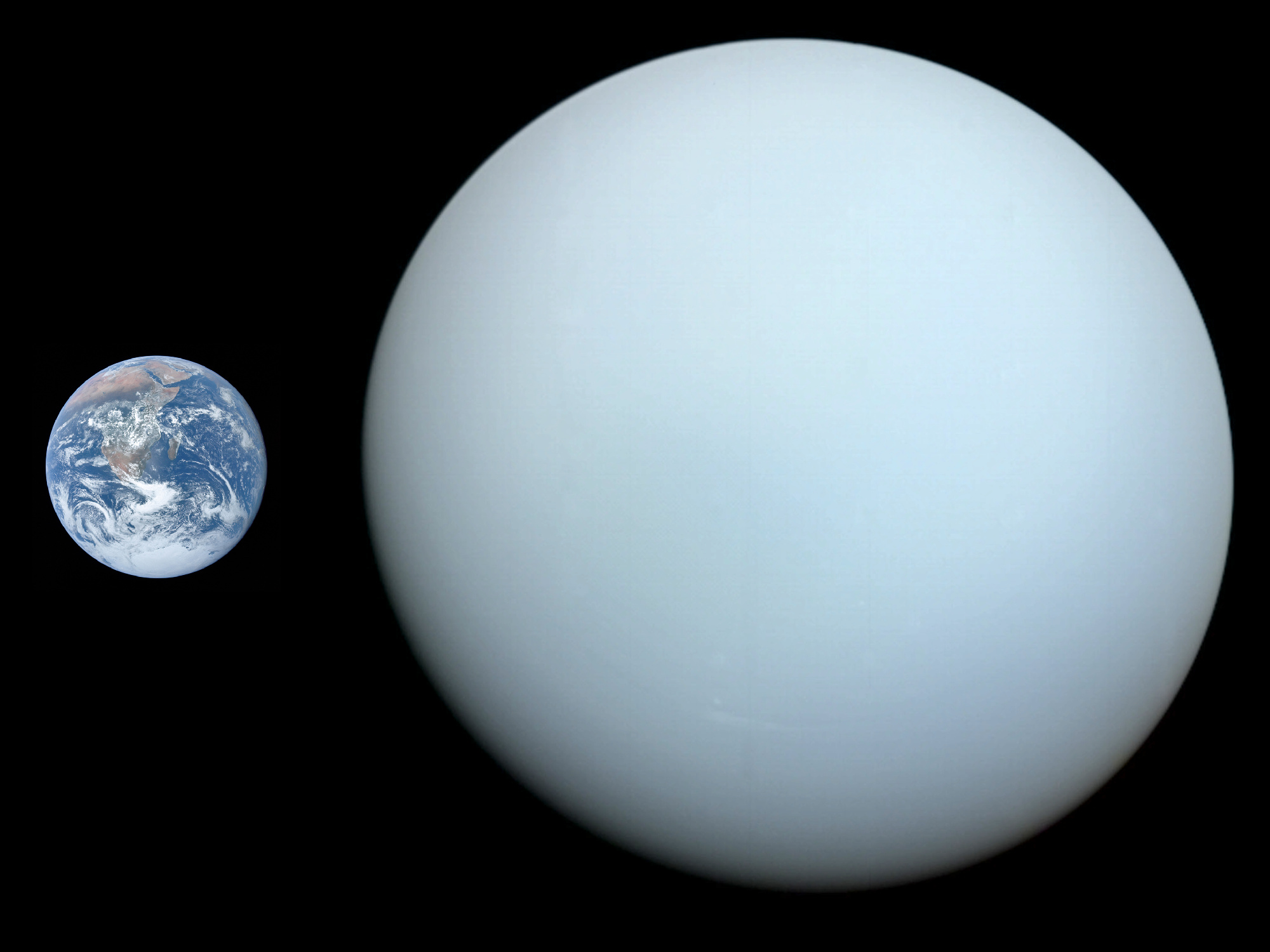
مقایسهٔ اورانوس و زمین

اورانوس واژه‌ایست یونانی به معنای آسمان، و نیز خدایگان آسمان نیز در میان یونانیان به همین نام خوانده می‌شد. میان غربیان در بین سیارات هشتگانه اورانوس تنها سیاره‌ای است که نام خود را از افسانه‌های یونانی برگرفته است. (برخلاف سایرین که نامی برگرفته از افسانه‌های رومی دارند)

## مدار و چرخش

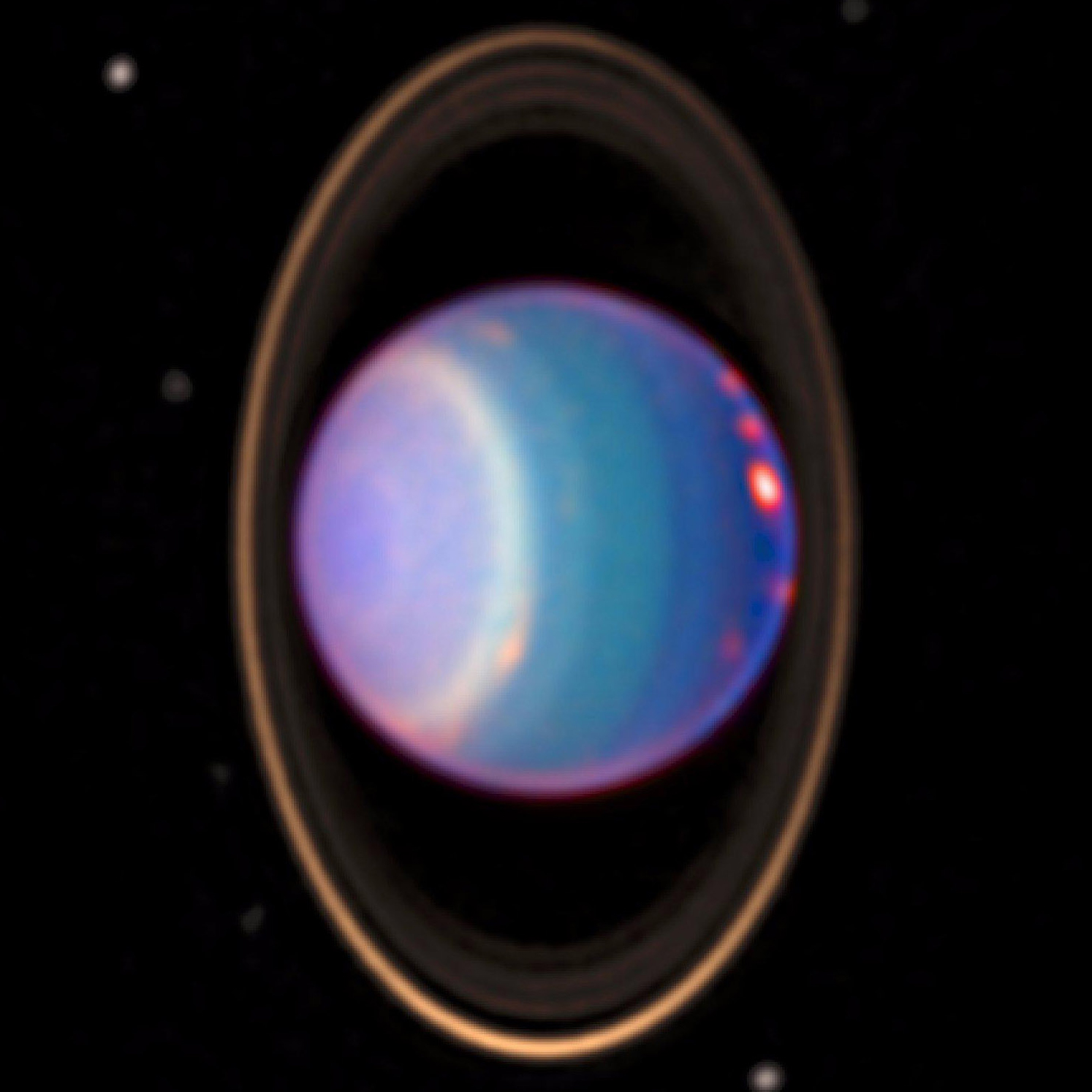
تصویر تلسکوپ فضایی هابل از اورانوس که شامل نوارهای ابر، حلقه‌ها و ماه‌هایش است.

فاصله متوسط اورانوس از خورشید ۳ میلیارد کیلومتر (۲۰ واحد نجومی است). در مدار آن بی‌نظمی‌هایی دیده شده است به علت این‌که کجی محور چرخش آن از ۹۰ درجه بیشتر و برابر ۹۸ درجه یا دقیقتر ۹۷º۵۴' است چرخش سیاره ساعت‌گرد است. نزدیک‌ترین فاصله آن به زمین ۲۷٬۲۰۰ میلیون کیلومتر است.خروج از مرکز آن ۰٫۰۷۴۲ بوده که بسیار به دایره نزدیک است. به علت این‌که این سیاره ۹۸ درجه انحراف دارد در یک چهارم حرکت آن به دور خورشید یکی از قطب‌هایش به سمت زمین است و یک چهارم بعد استوایش و یک چهارم پس از آن قطب مخالف و در انتها دوباره استوایش به سمت زمین خواهد بود. نور خورشید در اورانوس ۱/۴۰۰ نور خورشید در زمین است حرکت آن به دور خورشید ۸۴٫۰۱ سال طول می‌کشد.
اولین بار عناصر مداری آن در سال ۱۷۸۳ توسط پیر سیمون لاپلاس محاسبه شد. بی‌نظمی در مدار آن اولین بار توسط جان کوچ آدامز و در سال ۱۸۴۱ مطرح شد و او پیشنهاد داد که جاذبه سیاره‌ای کشف نشده بر آن تأثیر می‌گذارد. در سال ۱۸۴۵ اوربین له وریر مستقلاً شروع به پژوهش در زمینه مدار اورانوس پرداخت. در ۲۳ سپتامبر ۱۸۴۶ یوهان گوتفیلد گاله سیاره را کشف و نام نپتون را بر آن نهاد

### کجی محور
تنها زهره کجی محور بیشتری از اورانوس و برابر ۱۷۷ درجه دارد. اما علت این کجی احتمالاً برخورد جسمی به ابعاد زمین یا چند برابر آن به این سیاره و در اوایل دوران زندگی‌اش بوده است. البته کاندیدهای دیگری هم مطرح هستند مانند برخورد یک دسته بزرگ از دنباله‌دارها در اوایل تشکیلش که این خود وجود یک اقیانوس بزرگ داخلی آن را نیز توجیه می‌کند.

### بینایی
از سال ۱۹۹۵ تا ۲۰۰۶ قدر ظاهری اورانوس بین +۵٫۶ تا +۵٫۹ متغیر بوده است و در صورتی که در حالت ایده‌آل چشم غیرمسلح توانایی دیدن قدر ۶٫۵ را دارد*(این به این معنی است که می‌توان در شرایط ایده‌آل این سیاره را دید) اندازه زاویه‌ای این سیاره بین ۳٫۴ تا ۳٫۷ ثانیه قوسی متغیر است اما در حالت مقابله به ۳٫۶ ثانیه قوسی می‌رسد. در صورتی که اندازه زاویه‌ای زحل ۱۶ تا ۲۰ ثانیه قوسی و مشتری بین ۳۲ تا ۴۵ ثانیه قوسی است.

## ساختار درونی

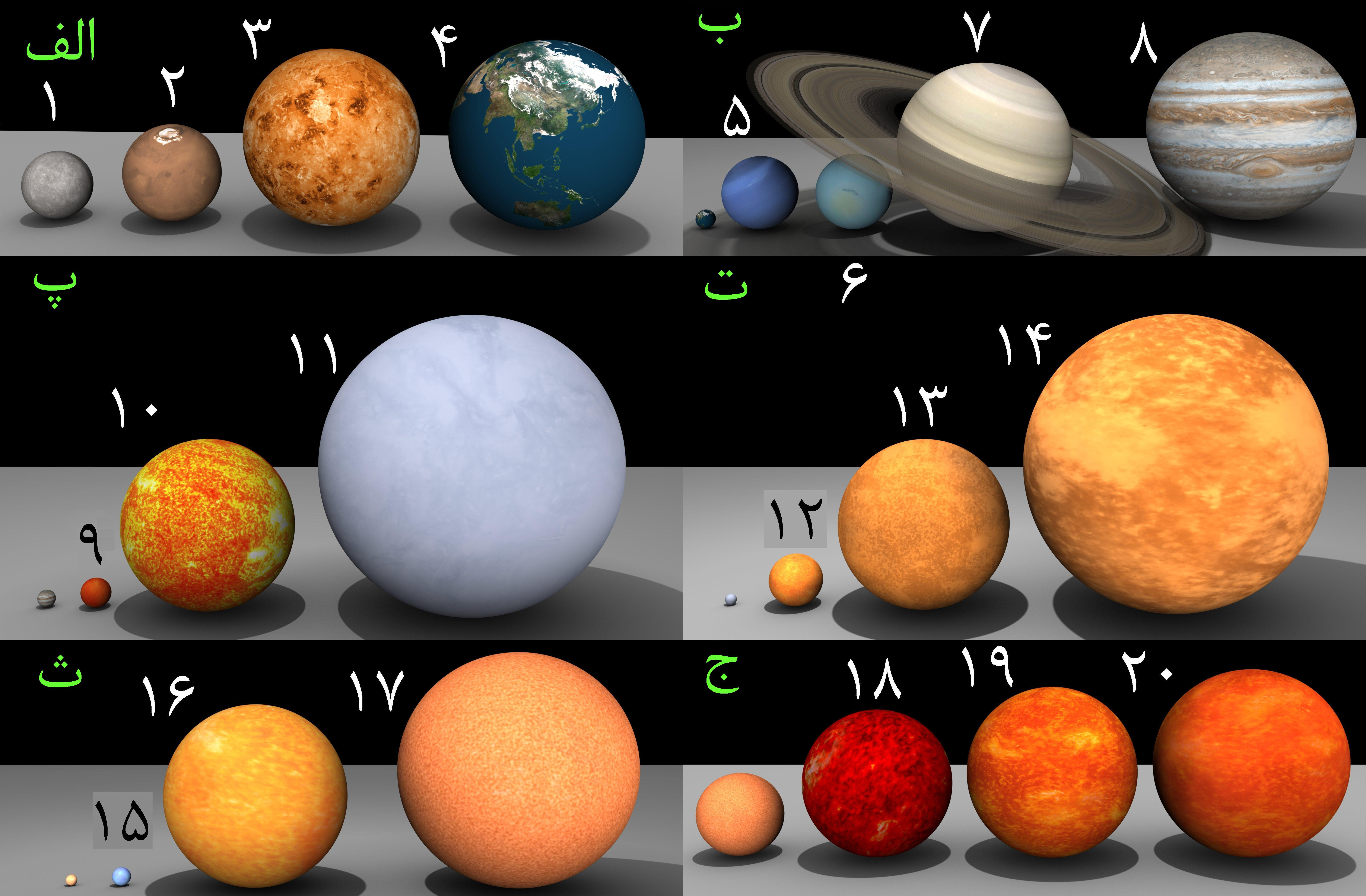
هم‌سنجی سیاره‌های منظومه خورشیدی با تعدادی از ستاره‌های مشهور: الف: زمین (۴) > ناهید (۳) > مریخ (۲) > تیر (۱) ب: مشتری (۸) > زحل (۷) > اورانوس(۶) > نپتون (۵) > زمین (بدون شماره) پ: شباهنگ (۱۱) > خورشید (۱۰) > ولف ۳۵۹ (۹) > مشتری (بدون شماره) ت: دبران (۱۴) > نگهبان شمال (۱۳) > رأس پیکر پسین (۱۲) > شباهنگ (بدون شماره) ث: ابط‌الجوزا (۱۷) >قلب عقرب (۱۶) > پای شکارچی (۱۵) > دبران (بدون شماره) ج: وی‌وای سگ بزرگ (۲۰) >وی‌وی قیفاووس (۱۹) > مو قیفاووس (۱۸) > ابط‌الجوزا (بدون شماره)

جرم این سیاره برابر (۰٫۰۰۱۳ ± ۸٫۶۸۱۰)‎×۱۰۲۵ کیلوگرم و ۱۴٫۵۳۶ برابر زمین است و چگالی آن ۱٫۲۵ برآورد می‌شود در نتیجه احتمال می‌رود از جو بسیار ضخیم، گوشته‌ای مایع و هسته‌ای جامد و کوچک تشکیل شده باشد. شتاب گرانشی آن نیز ۹۰ درصد شتاب گرانشی زمین تخمین زده شده است. دمای بخش مایع آن ۲۳۰۰ درجه سانتی‌گراد و هسته آن ۷۰۰۰ درجه سانتی‌گراد است.

### گرمای درونی
این سیاره برخلاف دیگر سیارات مشتری‌گون منبع گرمای داخلی قابل توجهی ندارد.

## جو
در جو آن هیدروژن (به شکل H2) و ۱۲ درصد هلیوم و ۲ درصد متان وجود دارد اما از آن‌جایی که متان به‌شدت نور قرمز را جذب می‌کند این سیاره به رنگ آبی مایل به سبز دیده می‌شود. بررسی فروسرخ حاکی از آن است که دمای این سیاره برابر ۵۸ درجه کلوین است.
تصاویر رایانه‌ای نشان می‌دهد ابرهای آمونیاکی به بزرگی ۲ تا ۴ کیلومتر در زیر جو اورانوس و در ارتفاعات پایین قرار دارند و این ابرها در استوا در طی ۱۵ ساعت یک بار دور سیاره می‌زنند ولی در نزدیکی قطب این مقدار به ۱۵ ساعت می‌رسد. به نظر می‌رسد این سیاره دارای یونوسفر قوی باشد. بیشتر بادهای این سیاره برخلاف دیگر سیاره‌های مشتری‌گون منظومه شمسی از شرق به غرب می‌وزند نه از شمال به جنوب.

### جو بالایی
در ارتفاعات بالایی دما ۶۴ کلوین (با تلورانس ۵ کلوین) می‌گردد و در این ارتفاعات آن بادهایی با سرعت ۳۰۰ تا ۴۰۰ متر می‌وزند و البته گردبادهایی نیز در آن وجود دارند که به شکل لکه‌هایی دیده می‌شوند.

## حلقه‌ها

حلقه‌ها و ماه‌های اورانوس

حلقه‌های اورانوس در ده مارس ۱۹۷۷ در رصدخانه ایربورن کوئی‌پر ناسا و توسط جیمز الیوت کشف شد شد بدین گونه که قبل و بعد از اختفای یک ستاره پشت اورانوس، نور ستاره متناوباً کم و زیاد می‌شد و با بررسی‌های انجام گرفته در آن هنگام ثابت شد این سیاره ۵ حلقه دارد و بعداً به ۹ حلقه رسید بعد از گذر وویجر ۲ از اورانوس به یازده حلقه افزایش یافت. این حلقه‌ها به ترتیب از بیرونی‌ترین به درونی‌ترین عبارت‌اند از: اپسیلون،1986U1R، دلتا، گاما، اتا، بتا، آلفا، ۴٬۵٬۶ و ‎1986U2R‏ پهنای حلقه اپسلیون به صد کیلومتر می‌رسد و خرده ریزه‌های آن بین ۱۳ تا ۱۳٫۶ سانتی‌متر است اما پهنای بقیه حلقه‌ها از ۱۰ کیلومتر تجاوز نکرده و از خرده ریزهای حلقه اپسیلون کوچک‌ترند اما کل حلقه سپیدایی برابر ۵ درصد دارد.

## میدان مغناطیسی

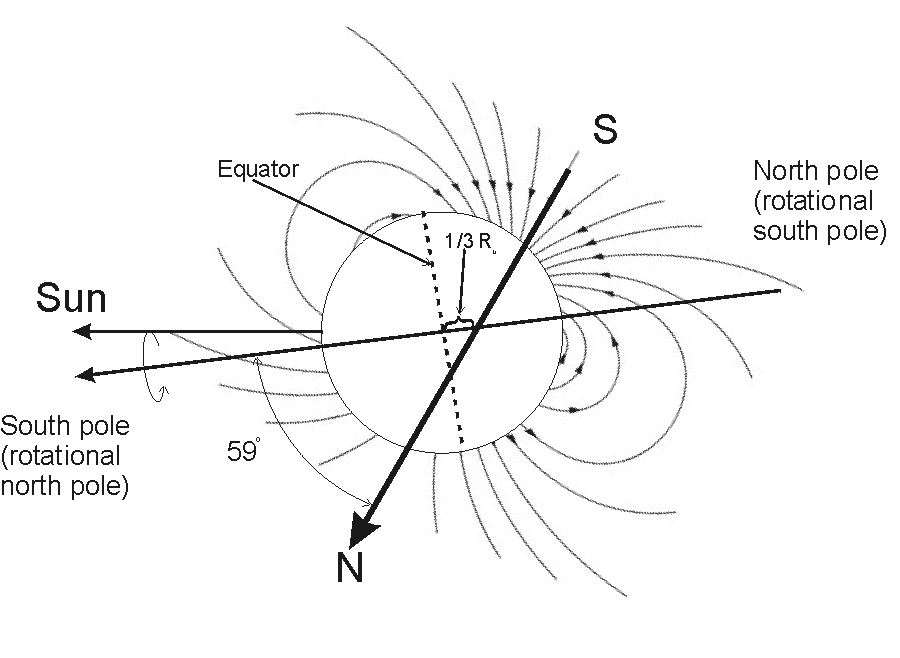
انحراف میدان مغناطیسی اورانوس

میدان مغناطیسی این سیاره ۵۵ تا ۵۸٫۵ درجه نسبت به محور چرخش آن تفاوت دارد و این بیشترین مقداری است که در میان سیارات ثبت شده است و پیش‌بینی می‌شود که مرکز مغناطیسی آن در مکان متفاوتی نسبت به مرکز سیاره و با فاصله‌ای حدوداً ۸٬۰۰۰ کیلومتری باشد. وویجر ۲ اثبات نمود که در اطراف اورانوس میدان مغناطیسی قوی‌ای قرار دارد اما شدت آن یک دهم میدان مغناطیسی زحل است. با این حال قدرت آن به‌طور متوسط ۵۰ بار نیرومندتر از میدان مغناطیسی زمین است و دنباله‌ای به طول ۴۶۵٬۰۰۰ کیلومتر(۱۸ برابر شعاع خودش) دارد. و در این مغناطوکره به علت برخورد طوفان‌های خورشیدی و دیگر پرتوهای کیهانی پلاسماهایی با دمای ۱۰٬۰۰۰ کلوین به وجود می‌آید.

## اقلیم

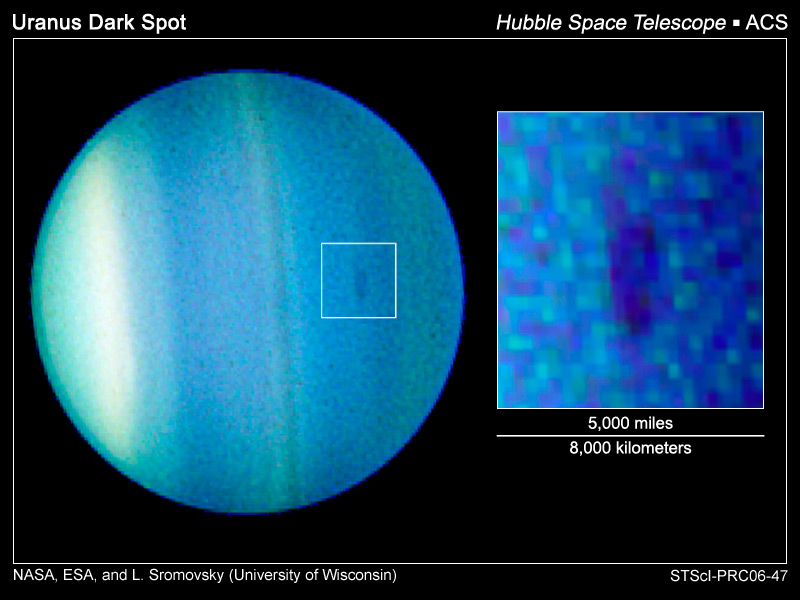
لکه تاریک اورانوس

در این سیاره اقلیمی وجود ندارد.

## قمرها

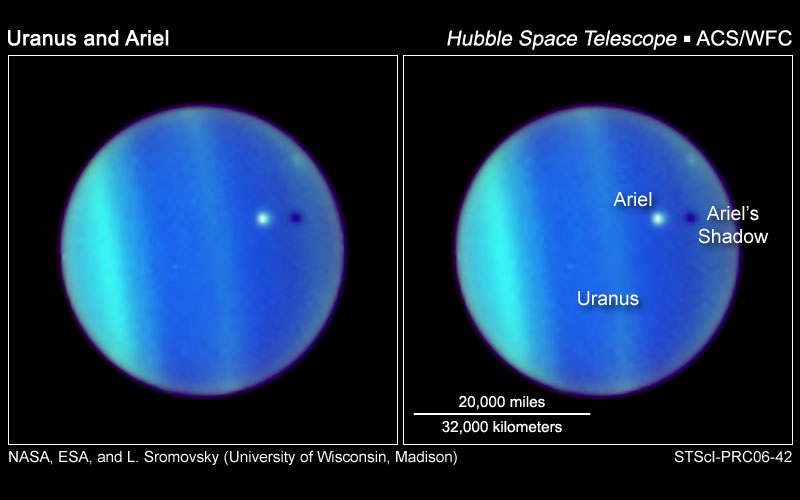
اورانوس و آریل

اورانوس ۲۷ قمر طبیعی دارد که از آن ده قمر توسط وویجر ۲ کشف شد.(۹ قمر در ژانویهٔ ۱۹۹۶ کشف شده و در نام آن‌ها ۱۹۹۶ وجود دارد و یک قمر در ۳۱ دسامبر ۱۹۹۵ کشف و در نام آن ۱۹۹۵ وجود دارد.)بیرونی‌ترین قمر آن اوبرون و بزرگ‌ترین قمر آن تیتانا با قطر ۱٬۵۸۰ کیلومتر است. دو قمر کوردلیا و اوفلیا لبه‌های حلقهٔ اپسلیون را جاروب می‌کنند.
| نام      | قطر (کیلومتر)          | شعاع مدار گردش (کیلومتر) |
| -------- | ---------------------- | ------------------------ |
| اوبرون   | ۱٬۵۵۰ ۱۸۱" \| ۵۸۰٬۱۶۰  |                          |
| تیتانا   | ۱٬۵۸۵ ۱۸۱" \| ۴۳۳٬۴۴۰  |                          |
| اومبریل  | ۱٬۱۸۵ ۱۸۱" \| ۲۶۴٬۸۰۰  |                          |
| آریل     | ۱٬۱۶۰ ۱۸۱" \| ۱۸۹٬۹۲۰  |                          |
| میراندا  | ۴۸۰ ۱۸۱" \| ۱۲۸٬۶۴۰    |                          |
| پوکا     | ۱۶۰×۱۶۸ ۱۸۱" \| ۸۵٬۴۹۰ |                          |
| بلیندا   | ۴۸ ۱۸۱" \| ۷۴٬۶۶۰      |                          |
| روالیند  | ۴۸ ۱۸۱" \| ۶۹٬۵۲۰      |                          |
| پورشیا   | ۹۶ ۱۸۱" \| ۶۵٬۷۱۰      |                          |
| ژولیت    | ۸۰ ۱۸۱" \| ۶۳٬۹۸۰      |                          |
| دزدیمونا | ۴۸ ۱۸۱" \| ۶۲٬۳۴۰      |                          |
| کرسدا    | ۸۰ ۱۸۱" \| ۶۱٬۳۹۰      |                          |
| بیانکا   | ۴۸ ۱۸۱" \| ۵۸٬۷۵۰      |                          |
| اوفیلیا  | ۲۴ ۱۸۱" \| ۵۲٬۹۹۰      |                          |
| کوردلیا  | ۱۶ ۱۸۱" \| ۴۹٬۰۱۰      |                          |

## در فرهنگ
اورانوس در اختربینی (با نماد ) مورد استفاده قرار می‌گیرد و به عنوان سیاره برج دلو محسوب می‌شود.
عنصر کشف شده در سال ۱۷۸۹ به خاطر اورانوس اورانیوم نامیده‌شد.
عملیات اورانوس همچنین نام یک عملیات در جنگ جهانی دوم بود که توسط ارتش شوروی در مقابل ورماخت به اجرا درآمد و موجب بازپس‌گیری استالین‌گراد شد.

## پی‌نوشت‌ها
1. ↑  Yeomans, ‎Donald K. (July 13, 2006), "HORIZONS System", NASA JPL (به انگلیسی){{citation}}:  نگهداری یادکرد:نام‌های متعدد:فهرست نویسندگان (link) Retrieved on 2007-08-08. — At the site, go to the "web interface" then select "Ephemeris Type: ELEMENTS", "Target Body: Uranus Barycenter" and "Center: Sun".
2. 1 2 3 4 5 6 7 8 9  Williams, ‎Dr. David R. (January 31, 2005), "Uranus Fact Sheet", NASA (به انگلیسی){{citation}}:  نگهداری یادکرد:نام‌های متعدد:فهرست نویسندگان (link) Retrieved on 2007-08-10.
3. ↑  The MeanPlane (Invariable plane) of the Solar System passing through the barycenter (به انگلیسی), 2009-04-03 Retrieved on 2009-04-10. (produced with Solex 10 بایگانی‌شده  در ۲۰ دسامبر ۲۰۰۸ توسط Wayback Machine written by Aldo Vitagliano; see also Invariable plane)
4. 1 2 3 4 5 6  Seidelmann, ‎P. Kenneth (2007), Archinal, B. A. ; A’hearn, M. F. ; et.al., "Report of the IAU/IAGWorking Group on cartographic coordinates and rotational elements: 2006", Celestial Mech. Dyn. Astr. (به انگلیسی), vol. 90, p. 155–180 {{citation}}: External link in |شاپا= (help)نگهداری یادکرد:نام‌های متعدد:فهرست نویسندگان (link)
5. ↑  Munsell, ‎Kirk (14 مه، 2007), "NASA: Solar System Exploration: Planets: Uranus: Facts & Figures", NASA (به انگلیسی) {{citation}}: Check date values in: |تاریخ= (help)نگهداری یادکرد:نام‌های متعدد:فهرست نویسندگان (link) Retrieved on 2007-08-13.
6. 1 2  Jacobson, ‎R.A. (1992), Campbell, J.K. ; Taylor, A.H. ; Synnott, S.P., "The masses of Uranus and its major satellites from Voyager tracking data and Earth-based Uranian satellite data", The Astronomical Journal (به انگلیسی), vol. 103, p. 2068–2078 {{citation}}: External link in |شاپا= (help)نگهداری یادکرد:نام‌های متعدد:فهرست نویسندگان (link)
7. ↑  Podolak, ‎M. (1995), Weizman, A. ; Marley, M., "Comparative models of Uranus and Neptune", Planet. Space Sci. (به انگلیسی), vol. 43, p. 1517–1522 {{citation}}: External link in |شاپا= (help)نگهداری یادکرد:نام‌های متعدد:فهرست نویسندگان (link)
8. 1 2  Lunine, ‎Jonathan. I. (1993), "The Atmospheres of Uranus and Neptune", Annual Review of Astronomy and Astrophysics (به انگلیسی), vol. 31, p. 217–263 {{citation}}: External link in |شاپا= (help)نگهداری یادکرد:نام‌های متعدد:فهرست نویسندگان (link)
9. 1 2 3 4  Fred Espenak (2005), Twelve Year Planetary Ephemeris: 1995 - 2006 (به انگلیسی) (NASA ed.), archived from the original on 5 December 2012, retrieved 16 April 2009 Retrieved on 2007-06-14.
10. ↑  «اورانوس» [نجوم] هم‌ارزِ «Uranus»؛ منبع: گروه واژه‌گزینی. دفتر دوم. فرهنگ واژه‌های مصوب فرهنگستان. تهران: انتشارات فرهنگستان زبان و ادب فارسی. شابک ۹۶۴-۷۵۳۱-۳۷-۰ (ذیل سرواژهٔ اورانوس)
11. ↑  دهخدا، ‎علی‌اکبر، اورانوس، شاپا در تاریخ 21-04-2009. بازیابی‌شده در تاریخ ۲۱-۰۴-۲۰۰۹.مقدار |issn= را بررسی کنید (کمک)، بایگانی‌شده از اصلی در ۱۲ ژانویه ۲۰۰۹، دریافت‌شده در ۱۴ مه ۲۰۱۹
12. 1 2 3 4 5 6 7 8 9 10 11  اطلس منظومه خورشیدی
13. ↑  فضای بیرون، فضای درون. به کوشش جولاندز، دیوید– انتشارات مدرسه، پاییز ۱۳۷۹. ص. ۱۶.
14. 1 2  یادکرد|فصل= |کتاب=Asteroids, Meteorites, and Comets
15. ↑  «سفرهای اکتشافی»، اسرار کائنات، به‌نگار، ۱۳۸۵ |شابک=نویسنده=ویکتوری، ‎ابراهیم
16. 1 2 3 4  Daly, Kathleen (2004). Greek and Roman Mythology A to Z (به انگلیسی). Facts on File. pp. 130. ISBN 978-0-8160-5155-7.
17. ↑  برن, لوسیا (۱۳۸۶). اسطوره‌های یونانی. اسطوره‌های ملل. نشر مرکز، ترجمهٔ عباس مخبر. pp. ۱۵،۱۷. ISBN 978-964-305-119-8.
18. ↑  Dunkerson, Duane. "Uranus—About Saying, Finding, and Describing It". thespaceguy.com. Archived from the original on 11 August 2011. Retrieved 2007-04-17.
19. ↑  "Bath Preservation Trust". Retrieved 2007-09-29.
20. ↑  William Herschel; Watson, Dr. (1781). "Account of a Comet, By Mr. Herschel, F. R. S. ; Communicated by Dr. Watson, Jun. of Bath, F. R. S". Philosophical Transactions of the Royal Society of London. 71: 492–501. doi:10.1098/rstl.1781.0056.
21. ↑  Journal of the Royal Society and Royal Astronomical Society 1, 30, quoted in Miner, p. 8
22. ↑  Royal Astronomical Society MSS W.2/1.2, 23; quoted in Miner p. 8
23. ↑  RAS MSS Herschel W.2/1.2, 24, quoted in Miner p. 8
24. ↑  Journal of the Royal Society and Royal Astronomical Society 1, 30; quoted in Miner p. 8
25. ↑  RAS MSS Herschel W1/13.M, 14 quoted in Miner p. 8
26. 1 2  Next Stop Uranus (به انگلیسی), 1986 Retrieved on 2007-06-09.
27. ↑  Linda T. Elkins-Tanton., Asteroids, Meteorites, and Comets (به انگلیسی), Chelsea House, p. 81
28. 1 2  دیکسون، رابرت تی.، نجوم دینامیکی، ص. ۲۶۸
29. 1 2 3 4 5 6 7  «دانشنامه ستاره‌شناسی»، هفت آسمان بازیابی‌شده در تاریخ 25-04-2009
30. ↑  {{یادکرد|فصل= Jovian Planets and Their Satellites|کتاب=
31. 1 2  پلارد، ‎میکائیل، «مدخل:اورانوس»، فرهنگ مصور فضا، ترتمن، فلیستی، ص. ۱۵۰
32. 1 2 3 4  نجوم و اخترفیزیک مقدماتی
33. 1 2 3  http://www.ngdir.ir/sitelinks/kids/html/star-mafahim_oranus_faslha.htm بایگانی‌شده  در ۴ مه ۲۰۰۸ توسط Wayback Machine (فارسی) بازیابی‌شده در تاریخ ۲۵-۰۴-۲۰۰۹.
34. 1 2 3  جمع نویسندگان (2001). Dictionary of Geophysics,Astrophysics and Astronomy (به انگلیسی). CRC. pp. 496. ISBN 0-8493-2891-8.
35. ↑  George Forbes (1909), History of Astronomy (به انگلیسی), archived from the original on 7 November 2015, retrieved 29 June 2009 Retrieved on 2007-08-07.
36. ↑  J J O'Connor and E F Robertson (1996), Mathematical discovery of planets (به انگلیسی), archived from the original on 12 June 2015, retrieved 29 June 2009 Retrieved on 2007-06-13.
37. ↑  دهخدا، علی‌اکبر، اورانوس-لغت‌نامه دهخدا، بایگانی‌شده از اصلی در ۱۲ ژانویه ۲۰۰۹، دریافت‌شده در ۱۴ مه ۲۰۱۹ بازیابی‌شده در تاریخ ۲۵-۰۴-۲۰۰۹.
38. 1 2  شگفتی‌های جهان.
39. 1 2 3 4 5 6  جمع نویسندگان (2002). Philip's Astronomy Encyclopedia (به انگلیسی). Philip's. pp. 421-423. ISBN 0-540-07863-8.
40. ↑  منابع مختلف مقدارهای متفاوتی برای کمترین مقدار قدر ظاهری برای چشم غیرمسلح ذکر کرده‌اند به‌طور مثال"Explanatory Notes", Observer's Sky Atlas (به انگلیسی), p. 10 مقدار آن را ۶ نگاشته است اما در هر صورت با چشم غیرمسلح دیده می‌شود.
41. ↑  زیلیک، نجوم و اخترفیزیک مقدماتی، اسمیت، ص. ۲۳۵
42. ↑  دیکسون، ‎رابرت تی.، نجوم دینامیکی، ص. ۲۶۷ |زبان=fa |مقاله= |ژورنال= |نشریه= |تاریخ= |دوره= |شماره= |شاپا=}}
43. ↑  سیاره‌ها و سفرهای فضایی
44. ↑  {{یادکرد|فصل= |کتاب=اطلس جامع گیتاشناسی ۸۷–۸۸|ناشر= مؤسسه جغرافیایی و کارتوگرافی گیتاشناسی|شهر= تهران|کوشش= ویرایش= | شابک = 978-964-342-270-7
45. ↑  مور، ‎پاتریک، اطلس منظومه خورشیدی، ص. ۱۷۶ |زبان=fa |مقاله= |ژورنال= |نشریه= |تاریخ= |دوره= |شماره= |شاپا=}}
46. ↑  دیکسون، ‎رابرت تی.، نجوم دینامیکی، ص. ۲۷۱-۲۷۲
47. ↑  اسرار کائنات، فصل: سفرهای اکتشافی. به کوشش ابراهیم، ویکتوری.
48. 1 2 3  نجوم دینامیکی
49. ↑  زیلیک، نجوم و اخترفیزیک مقدماتی، اسمیت، ص. ۲۳۸
50. ↑  «سفرهای اکتشافی»، اسرار کائنات، به‌نگار، ۱۳۸۵|نویسنده=ویکتوری، ‎ابراهیم
51. ↑  "Uranium". The American Heritage Dictionary of the English Language (4th ed.). Houghton Mifflin Company. Archived from the original on 27 July 2011. Retrieved 2010-04-20.